# 디지털 물리학
물리학과 우주론에서 디지털 물리학(영어: digital physics)은 이론적으로 우주의 본질은 정보로써 묘사될 수 있다는 관점의 모음이다. 이 이론에 따르면, 우주는 방대한 양의 연산이 가능한 장치에서 실행되는 결정적이거나 확률적인 컴퓨터 프로그램의 작동 결과거나 또는 이와 수학적으로 동형이라고 추정할 수 있다.

## 도입
디지털 물리학은 적어도 원칙적으로 우주의 진화를 계산할 수 있는 범용컴퓨터를 위한 프로그램이 존재한다고 주장한다. 그 컴퓨터는 거대한 세포 자동자이거나(Zuse 1967), 모든 계산가능한 우주를 근사적으로 최적화 계산 할 수 있는 짧은 프로그램이 존재함을 지적한 Schmidhuber (1997)가 제안하였듯이 범용 튜링 기계일 수도 있다.
고리 양자 중력은 시공간이 양자화 되어있다고 가정하므로, 디지털 물리학에 신빙성을 더할 수 있다.
Paola Zizzi는 이 개념을 computational loop quantum gravity로 구체화시켰다. 디지털 물리학과 고리 양자 중력을 연관짓는 다른 이론들은 Marzuoli and Rasetti and Girelli and Livine등의 이론이 있다.

## 역사
컴퓨터에서 계산은 정보이론의 원리와 부합해야하며, 물리적 실체를 가진다면 통계 역학과 양자역학의 원리와도 부합해야한다. 위 분야들 사이의 연결고리는 1957년에 Edwin Jaynes가 제안하였다. 확률론을 일반화된 논리로 해석하는 분야에서 연구하고 있었는데, 이 방식을 통해 디지털 컴퓨터와 물리학의 기초 사이의 연결고리를 알아내게 되었다. Konrad Zuse는 우주를 계산하기(Rechnender Raum)라는 책에서 우주가 디지털 컴퓨터라는 가설을 제안했다. 우주를 거대한 컴퓨터로 모델링했던 또 다른 학자들에는 스티븐 울프럼, 노벨상 수상자인 엇호프트, 유르겐 슈미드후버(Juergen Schmidhuber)등이 있다. 이들은 양자역학의 확률적인 본성이 계산가능성과 양립하지 않을 이유가 없다고 여겼다. 디지털 물리학의 양자버젼은 최근에
Seth Lloyd, Paola Zizzi, Antonio Sciarretta 등이 제안하였다. 이와 관련된 아이디어로, Carl Friedrich von Weizsäcker의 ur-alternatives, 범컴퓨터주의(pancomputationalism), 계산적 우주이론; 존 휠러의 "it from bit"; 막스 테크마크(Max Tegmark)의  ultimate ensemble이 있다.

## 비판
현존하는 디지털 물리학의 모델은 물리학의 연속적인 대칭성과 부합하지 않는다는 비판이 있다. 예를 들어, 회전대칭성, 병진 대칭성, 로렌츠 대칭성, 리군으로 표현되는 게이지 대칭성 등이 있다. 이들은 모두 물리학 전체에서 근본적인 중요성을 가지고 있다.
그러나 디지털 물리학에서는 다음과 같이 반론한다: 연속은 수학일뿐이며, 물리학에서  연속적인 대칭성이라고 주장하는 건 단지 불연속적인 물리적 실체를 근사하는 편리한 모델에 지나지 않는다. 예를 들어 플랑크 길이가 물리적으로 의미있는 최소한의 길이라는 사실은 시공간이 불연속적임을 시사한다.

## 같이 보기
- EPR역설
- 홀로그래피 원리
- 블랙홀 열역학
- AdS/CFT 대응성